# Kirkwood (Nowy Jork)
Kirkwood – miasto w Stanach Zjednoczonych, w stanie Nowy Jork, w hrabstwie Broome.